# The Formation World Tour
Tournées par Beyoncé
On The Run Tour
(2014) OTR II Tour
(2018)
The Formation World Tour est la septième tournée mondiale à stades uniquement de la chanteuse américaine Beyoncé, programmée dans le but de promouvoir son sixième album studio Lemonade, paru en 2016. La tournée a débuté le 27 avril 2016 à Miami, aux États-Unis, et se terminera le 7 octobre 2016 à East Rutherford.

## Record
Beyoncé est devenue la première artiste noire féminine à remplir le Wembley Stadium de Londres à guichet fermé. Le concert du 3 juillet 2016 a été ajouté après une forte demande due à la première date complète sous 30 minutes.
Le Formation World Tour détient la première position du plus gros revenu moyen pour un concert par une acte solo, avec une moyenne de $5,226,215 millions de dollars par date.
C'est la plus grosse tournée de l'an 2016.
Sur la liste des tournées les plus réussies par des actes solo, cette tournée se classe à la sixième position respectivement derrière le Sticky & Sweet Tour de Madonna, le Wrecking Ball World Tour de Bruce Springsteen, le MDNA Tour de Madonna, le Taking Chances World Tour de Céline Dion et le Out There! Tour de Paul McCartney. Mais dans le classement général, la tournée se positionne à la dix-septième position du classement.

## Setlist
1. "Formation"
2. "Sorry"
3. ''Irreplaceable (acapella)''
4. "Bow Down"/ Tom Ford
5. "Run The World (Girls)"
6. Superpower (Interlude)
7. "Mine"
8. "Baby Boy"
9. "Hold Up"
10. "Countdown"
11. "Me, Myself & I"
12. "Runnin' (Lose It All)"
13. "All Night"
14. I Care / Ghost (Interlude)
15. "Don't Hurt Yourself"
16. "Ring The Alarm
17. "Diva"
18. "Flawless (Remix)"
19. "Feeling Myself"
20. "Yoncé"
21. "Drunk In Love"
22. "Rocket"
23. "Partition"
24. Hip Hop Star / Freakum Dress (Interlude)
25. "Daddy Lessons"
26. "Love On Top"
27. "1+1"
28. "Purple Rain" (Prince cover interlude)
29. "Crazy In Love (2014 Remix)"/"Crazy In Love"
30. "Bootylicious"
31. "Naughty Girl"
32. "Party"
33. Die With You / Blue (Interlude)
34. "Freedom"
35. "Survivor"
36. "End Of Time"/ Grown Woman
37. "Halo"

## Date et lieux des concerts
| Date              | Ville               | Pays            | Lieu                            | Affluence                    | Revenu       |
| ----------------- | ------------------- | --------------- | ------------------------------- | ---------------------------- | ------------ |
| Amérique du Nord  |                     |                 |                                 |                              |              |
| 27 avril 2016     | Miami               | États-Unis      | Marlins Park                    | 36,656 / 36,656              | $5,252,615   |
| 29 avril 2016     | Tampa               | États-Unis      | Raymond James Stadium           | 40,818 / 40,879              | $4,803,295   |
| 1er mai 2016      | Atlanta             | États-Unis      | Georgia Dome                    | 46,321 / 46,321              | $5,801,725   |
| 3 mai 2016        | Raleigh             | États-Unis      | Carter Finley Stadium           | 38,292 / 38,292              | $4,810,620   |
| 7 mai 2016        | Houston             | États-Unis      | NRG Stadium                     | 43,871 / 43,871              | $6,412,280   |
| 9 mai 2016        | Arlington           | États-Unis      | AT&T Stadium                    | 42,235 / 42,235              | $5,954,775   |
| 12 mai 2016       | San Diego           | États-Unis      | Qualcomm Stadium                | 45,885 / 45,885              | $6,028,115   |
| 14 mai 2016       | Pasadena            | États-Unis      | Rose Bowl                       | 55,736 / 55,736              | $7,138,685   |
| 16 mai 2016       | Santa Clara         | États-Unis      | Levi's Stadium                  | 44,252 / 44,252              | $6,201,845   |
| 18 mai 2016       | Seattle             | États-Unis      | CenturyLink Field               | 46,529 / 46,529              | $5,415,810   |
| 20 mai 2016       | Edmonton            | Canada          | Stade du Commonwealth           | 39,299 / 39,299              | $3,723,830   |
| 23 mai 2016       | Minneapolis         | États-Unis      | TCF Bank Stadium                | 37,203 / 37,203              | $4,174,270   |
| 25 mai 2016       | Toronto             | Canada          | Rogers Centre                   | 45,009 / 45,009              | $4,440,554   |
| 27 mai 2016       | Chicago             | États-Unis      | Soldier Field                   | 89,270 / 89,270              | $11,279,890  |
| 28 mai 2016       | Chicago             | États-Unis      | Soldier Field                   | 89,270 / 89,270              | $11,279,890  |
| 31 mai 2016       | Pittsburgh          | États-Unis      | Heinz Field                     | 36,325 / 36,325              | $3,927,805   |
| 3 juin 2016       | Foxborough          | États-Unis      | Gillette Stadium                | 48,304 / 48,304              | $6,008,698   |
| 5 juin 2016       | Philadelphie        | États-Unis      | Lincoln Financial Field         | 47,223 / 47,223              | $5,563,435   |
| 7 juin 2016       | New York            | États-Unis      | Citi Field                      | 73,486 / 73,486              | $11,461,340  |
| 8 juin 2016       | New York            | États-Unis      | Citi Field                      | 73,486 / 73,486              | $11,461,340  |
| 10 juin 2016      | Baltimore           | États-Unis      | M&T Bank Stadium                | 47,819 / 47,819              | $5,770,660   |
| 12 juin 2016      | Hershey             | États-Unis      | Hersheypark Stadium             | 26,662 / 26,662              | $3,474,695   |
| 14 juin 2016      | Détroit             | États-Unis      | Ford Field                      | 41,524 / 41,524              | $5,471,395   |
| Europe            |                     |                 |                                 |                              |              |
| 28 juin 2016      | Sunderland          | Royaume-Uni     | Stadium of Light                | 48,952 / 48,952              | $4,996,960   |
| 30 juin 2016      | Cardiff             | Royaume-Uni     | Millennium Stadium              | 49,215 / 49,215              | $5,379,199   |
| 2 juillet 2016    | Londres             | Royaume-Uni     | Wembley Stadium                 | 142,500 / 142,500            | $15,301,688  |
| 3 juillet 2016    | Londres             | Royaume-Uni     | Wembley Stadium                 | 142,500 / 142,500            | $15,301,688  |
| 5 juillet 2016    | Manchester          | Royaume-Uni     | Old Trafford Cricket Ground     | 49,935 / 49,935              | $5,159,998   |
| 7 juillet 2016    | Glasgow             | Royaume-Uni     | Hampden Park                    | 46,058 / 46,058              | $4,707,580   |
| 9 juillet 2016    | Dublin              | Irlande         | Croke Park                      | 68,575 / 68,575              | $7,449,942   |
| 12 juillet 2016   | Düsseldorf          | Allemagne       | Esprit Arena                    | 34,481 / 34,481              | $3,464,861   |
| 14 juillet 2016   | Zurich              | Suisse          | Letzigrund                      | 23,790 / 23,790              | $2,980,051   |
| 16 juillet 2016   | Amsterdam           | Pays-Bas        | Amsterdam ArenA                 | 49,436 / 49,436              | $4,712,051   |
| 18 juillet 2016   | Milan               | Italie          | Stade San Siro                  | 54,313 / 54,313              | $4,744,732   |
| 21 juillet 2016   | Saint-Denis         | France          | Stade de France                 | 75,106 / 75,106              | $6,258,954   |
| 24 juillet 2016   | Copenhague          | Danemark        | Parken Stadium                  | 45,197 / 45,197              | $4,626,103   |
| 26 juillet 2016   | Stockholm           | Suède           | Friends Arena                   | 48,519 / 48,519              | $3,937,498   |
| 29 juillet 2016   | Frankfort           | Allemagne       | Commerzbank-Arena               | 36,647 / 36,647              | $3,739,440   |
| 31 juillet 2016   | Bruxelles           | Belgique        | Stade Roi Baudouin              | 48,955 / 48,955              | $4,681,095   |
| 3 aout 2016       | Barcelone           | Espagne         | Estadio Olímpico Lluís Companys | 45,346 / 45,346              | $4,806,995   |
| Amérique du Nord  |                     |                 |                                 |                              |              |
| 10 septembre 2016 | Saint Louis         | États-Unis      | Edward Jones Dome               | 38,256 / 38,256              | $3,953,445   |
| 14 septembre 2016 | Los Angeles         | États-Unis      | Dodger Stadium                  | 47,440 / 47,440              | $6,736,700   |
| 17 septembre 2016 | Santa Clara         | États-Unis      | Levi's Stadium                  | 44,015 / 44,015              | $4,898,690   |
| 22 septembre 2016 | Houston             | États-Unis      | NRG Stadium                     | 42,635 / 42,635              | $5,107,065   |
| 24 septembre 2016 | La Nouvelle Orléans | États-Unis      | Mercedes-Benz Superdome         | 46,674 / 46,674              | $5,349,960   |
| 26 septembre 2016 | Atlanta             | États-Unis      | Georgia Dome                    | 45,126 / 45,126              | $5,374,615   |
| 29 septembre 2016 | Philadelphie        | États-Unis      | Lincoln Financial Field         | 44,693 / 44,693              | $3,353,627   |
| 2 octobre 2016    | Nashville           | États-Unis      | Nissan Stadium                  | 43,013 / 43,013              | $5,182,345   |
| 7 octobre 2016    | East Rutherford     | États-Unis      | MetLife Stadium                 | 50,703 / 50,703              | $6,064,625   |
| CUMULATIF TOTAL   | CUMULATIF TOTAL     | CUMULATIF TOTAL | CUMULATIF TOTAL                 | 2,242,099 / 2,242,099 (100%) | $256,084,556 |